# Beaumont-en-Cambrésis
Beaumont-en-Cambrésis – miejscowość i gmina we Francji, w regionie Hauts-de-France, w departamencie Nord.
Według danych na rok 1990 gminę zamieszkiwało 500 osób, a gęstość zaludnienia wynosiła 151 osób/km² (wśród 1549 gmin regionu Nord-Pas-de-Calais Beaumont-en-Cambrésis plasuje się na 785. miejscu pod względem liczby ludności, natomiast pod względem powierzchni na miejscu 819.).